# Válvula de aeración
Las válvulas de aeración o ventosas son dispositivos que se instalan para controlar de forma automática la presencia de aire en las conducciones.

## Características
Los elementos de las válvulas de aeración responden principalmente a las siguientes funciones:
- Evacuación de aire en el llenado o puesta en servicio de la conducción.
- Admisión de aire, para evitar la depresión o vacío, en las operaciones de descarga o rotura de la conducción.
- Purgado o expulsión continúa de las bolsas y burbujas de aire que se forman en la conducción, procedentes de la desgasificación del agua.

En relación con las funciones que realiza el dispositivo, se pueden distinguir tres tipos de ventosas:
- Monofuncional o purgador: Elimina las burbujas de aire cuando la conducción está en carga.
- Bifuncional: Eliminan y admiten grandes cantidades de aire sin presión en la tubería.
- Trifuncional: Es la síntesis de las dos anteriores.